# Alsophylax tadjikiensis
Alsophylax tadjikiensis là một loài thằn lằn trong họ Gekkonidae. Loài này được Golubev mô tả khoa học đầu tiên năm 1979.